# Bambole: scene di un delitto perfetto
Bambole: scene di un delitto perfetto è una miniserie televisiva di genere giallo, diretta da Alberto Negrin e trasmessa dalla Rai nel 1980 sull'allora Rete 1 (l'attuale Rai 1). È andata in onda in tre puntate, dal 9 novembre al 23 novembre in prima serata.